# Berenguer de Cardona
Berenguer de Cardona (inizio o metà XIII secolo – dopo il 1307) è stato Gran Maestro dei Cavalieri templari della Provincia di Aragona e Catalogna dal 1294 al 1307.

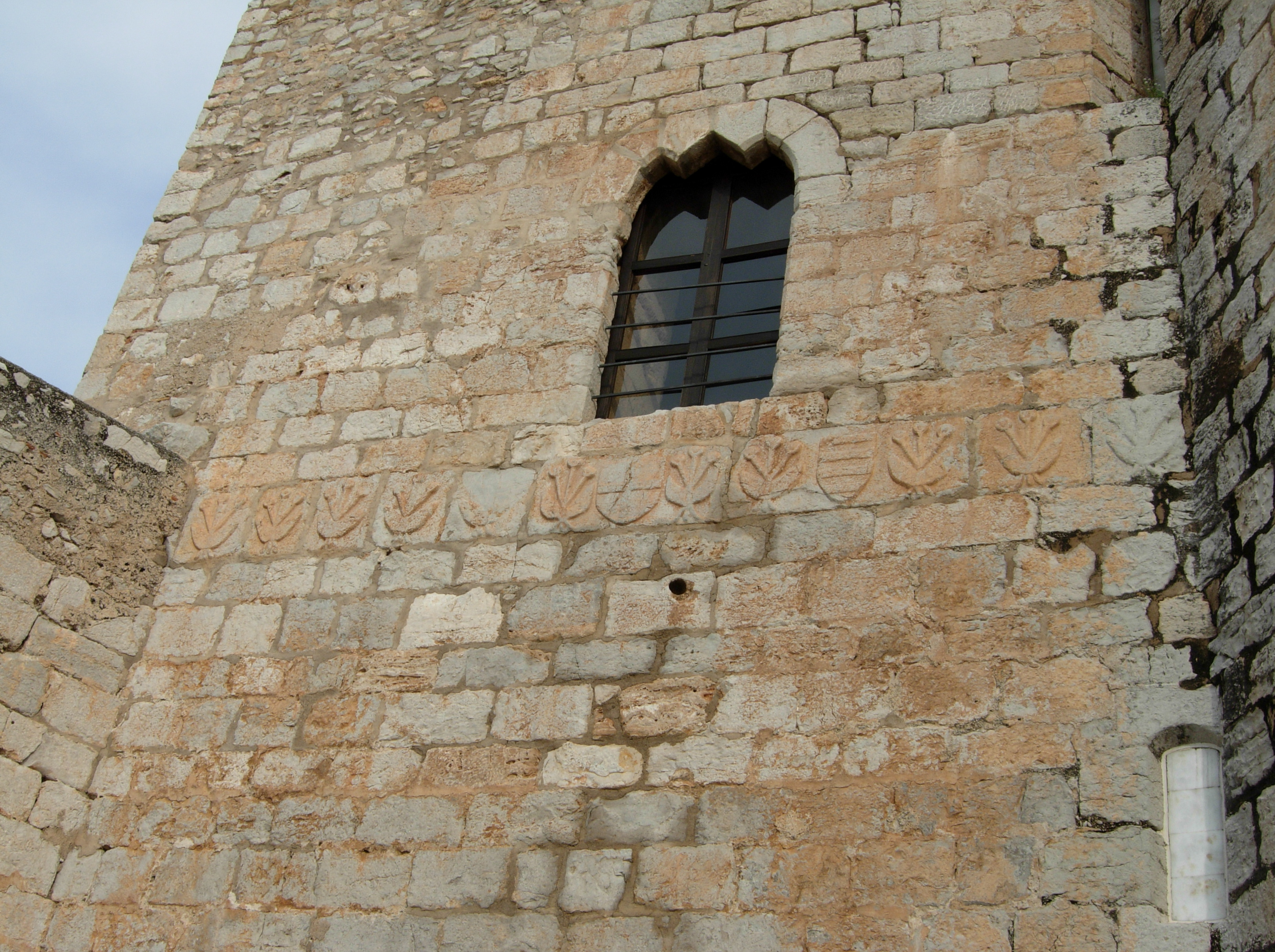
Stemma di Berenguer de Cardona, Castello di Peñíscola

Nel 1294, fece l'accordo con Giacomo II d'Aragona per scambio della città di Tortosa contro i castelli di Peñíscola che divenne la sede dell'Ordine, il castello di Ares, Les Coves de Vinromà e altri. Fra l'anno 1294 e il 1307 è stato costruito il castello dei Templari attuale sui resti dell'Alcazar arabo. I promotori sono stati: il fratello Berenguer de Cardona, e il fratello Arnold di Banyuls, che è stato anche lui Gran Maestro a Peñíscola. Le loro due corone si trovano scolpite su un fregio sopra la porta d'ingresso del Castello e anche sopra la porta della basilica.
Il Gran Maestro Berenguer morì dopo il 1307